# Kandertal (Schweiz)

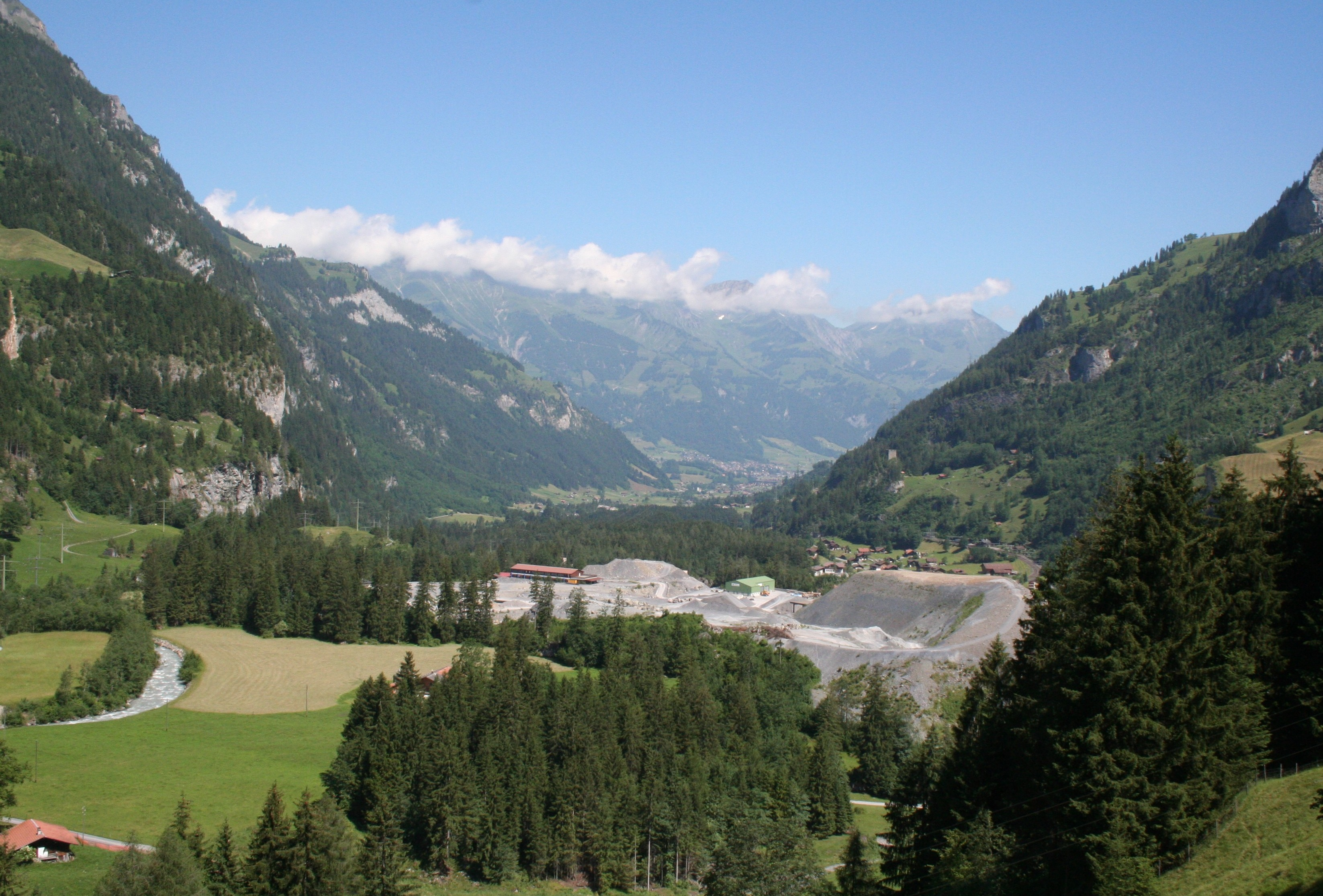
Das Kandertal, Blick nach Norden

Das Kandertal ist ein Tal im schweizerischen Berner Oberland. Es wird von der Kander durchflossen, verläuft in nord-südlicher Richtung, hat eine Länge von ca. 13 km und verbindet die beiden Ortschaften Frutigen und Kandersteg. Nördlich von Frutigen heisst das Tal Frutigtal. 
Durch das Kandertal verläuft die Lötschberg-Bergstrecke BLS AG. Das Tal teilt sich auf die Gemeinden Kandergrund und Kandersteg. Als Siedlungstyp dominieren verstreute bäuerliche Einzelanwesen, die einzige grössere geschlossene Siedlung ist Kandersteg.
Ein beliebtes Ausflugsziel ist der Blausee.

## Siehe auch

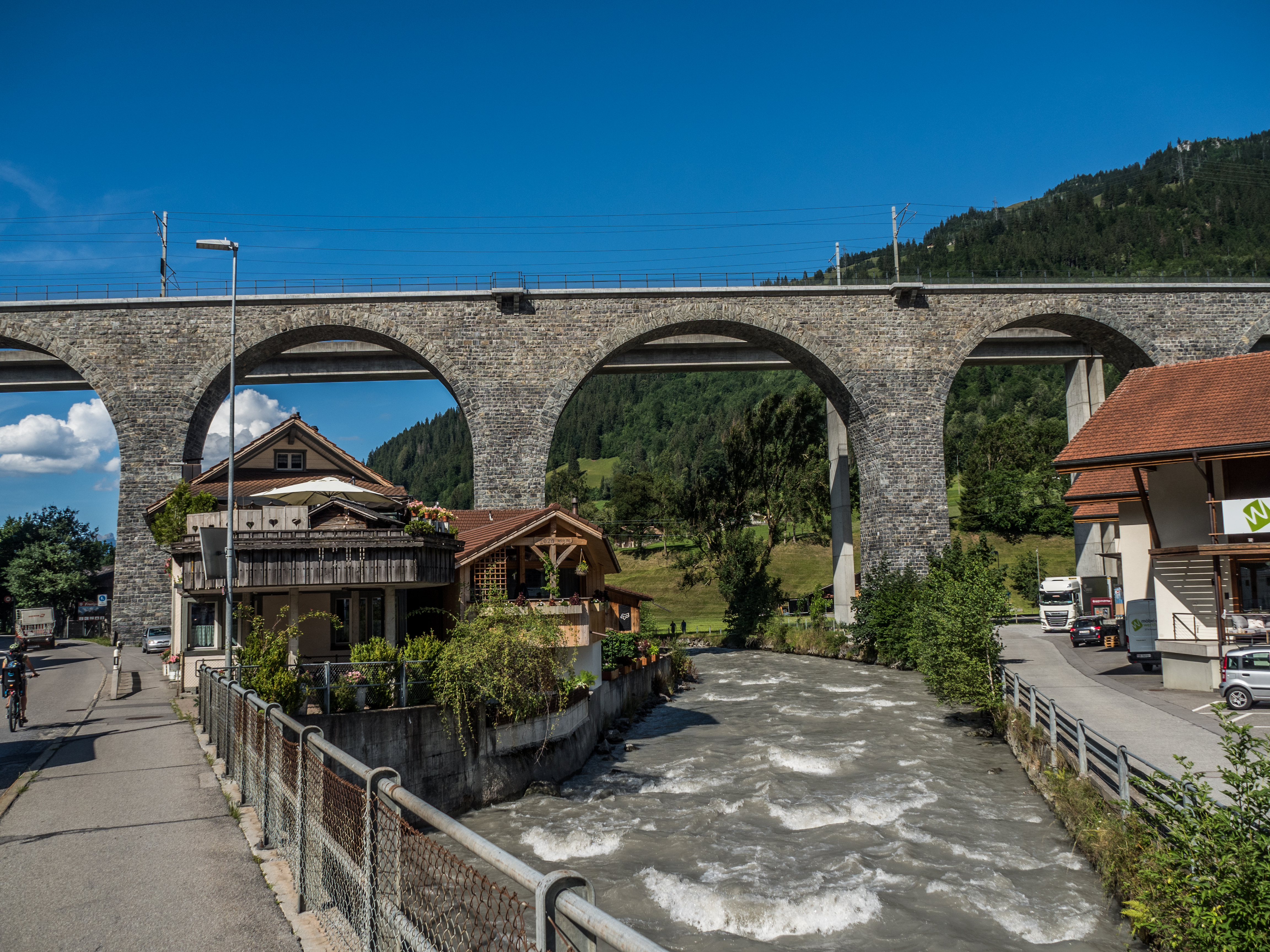
Kanderviadukt bei Frutigen